# Kari Matchett
Kari Matchett est une actrice canadienne née le 25 mars 1970 à Spalding, dans la Saskatchewan au Canada.
Elle est connue pour son rôle de Joan Campbell dans la série télévisée Covert Affairs (2010-2014).

## Biographie
Kari Matchett est née le 25 mars 1970 à Spalding, dans la Saskatchewan au Canada. Elle a fréquenté l'école secondaire du Lethbridge Collegiate Institute à Lethbridge, en Alberta. Elle est diplômée de l'École nationale de théâtre du Canada en 1993 et l'École de théâtre de Moscou. Elle s'est produite sur scène pendant trois ans au Festival de Stratford en Ontario. 

### Carrière
En 2010, elle obtient un rôle principal dans la série américaine, Covert Affairs créée par Matt Corman aux côtés de Piper Perabo, Christopher Gorham et Peter Gallagher. Elle joue Joan Campbell, chef d'une division de la CIA. Elle est diffusée entre le 13 juillet 2010 et le 18 décembre 2014 sur USA Network. Le 6 janvier 2015, la série est annulée, faute d'audiences satisfaisantes.
En juin 2017, elle joue dans le thriller de science-fiction canadien Code 8 coproduit et réalisé par Jeff Chan, sorti en 2019. Elle interprète Mary Reed, la mère de Connor aux côtés des cousins Robbie Amell et Stephen Amell. Le film est sorti le 13 décembre 2019 au Canada et le 14 janvier 2020 en France sur Netflix.
Le 14 juin 2018, elle a accepté de jouer Grace Gregory, la mère de Chris dans le film dramatico-romantique 2 Hearts réalisé et produit par Lance Hool aux côtés de Jacob Elordi, Radha Mitchell, Adan Canto et Tiera Skovbye. Le film est basé sur les histoires vraies de Christopher Mark Gregory et de Leslie et Jorge Bacardi, de la célèbre société familiale du rhum Bacardí. Le film devrait sortir le 16 octobre 2020.
En juin 2019, elle fait partie du casting principal de la série dramatique d'espionnage canadienne Fortunate Son (en) inspirée d’une histoire vraie et créé par Stefan Schwartz et Ken Girotti, diffusée sur CBC Television depuis le 8 janvier 2020 aux côtés de Darren Mann, Rick Roberts, Kacey Rohl, Stephen Moyer et Zoé De Grand Maison. Elle y incarne Ruby Howard, une militante américaine poursuivie au Canada par le FBI qui refuse de renoncer à la cause anti-guerre en laquelle elle croit si profondément.

### Vie privée
Elle a été mariée au réalisateur canadien T.W. Peacocke de 1998 à 2006.
Depuis 2007, elle est avec l'acteur David Lyons, ils ont un garçon prénommé Jude Lyon Matchett, né en juin 2013.

## Filmographie

### Cinéma
- 1997 : Papertrail : Alison Enola
- 2000 : Apartment Hunting (en) : Sarah
- 2001 : Angel Eyes : Candace
- 2002 : Men with Brooms : Linda Bucyk
- 2002 : Cube 2 (Cube 2: Hypercube) : Kate Filmore
- 2002 : 19 Months : Page
- 2002 : Cypher : Diane
- 2006 : Civic Duty (en) : Marla Allen
- 2006 : Goose! (Goose on the Loose) : Donna Archer
- 2011 : The Tree of Life de Terrence Malick : l'ex-amie de Jack
- 2016 : Maudie d'Aisling Walsh : Sandra
- 2018 : Into Invisible Light (en) de Shelagh Carter (en) : Lydia
- 2019 : Code 8 de Jeff Chan : Mary Reed, la mère de Connor
- 2020 : 2 Hearts de Lance Hool : Grace Gregory

### Télévision

#### Séries télévisées
- 1996 : The Rez (en) : Tanya Nanibush Beakhert
- 1998 : Power Play (en) : Colleen Blessed
- 1998 : Invasion planète Terre : Siobhan Beckett / Rho'ha
- 2005 : Invasion : Dr Mariel Underla
- 2007 : 24 Heures chrono : Lisa Miller
- 2006 : Studio 60 : Mary Tate
- 2007 : Urgences : Skye Wexler (5 épisodes)
- 2007 : Heartland : Claire Wallace
- 2008 : Esprits criminels : Amy Bridges
- 2009 : Flashpoint (Clean Hands) : Delia Semple
- 2009 - 2012 : Leverage : Maggie Collins
- 2010 : Miami Medical : Dr Helena Sable (saison 1, épisodes 7 et 8)
- 2010 - 2014 : Covert Affairs : Joan Campbell (75 épisodes)
- 2012 : Saving Hope, au-delà de la médecine  : Dr Kendra Watts (saison 1 épisode 10)
- 2013 : Elementary : Kathryn Drummond
- 2017 : Good Doctor : mère de Liam (saison 1, épisode 7)
- 2018 : The Detail (en) : Diane Taylor (saison 1, épisode 3)
- 2019 : Ransom : Holly Preston (saison 3, épisode 9)
- 2020 : Fortunate Son (en) : (8 épisodes)
- 2023 : The Night Agent : la présidente Travers

#### Téléfilms
- 1996 : Abus d'influence (Undue Influence) : Marcie Reed
- 1997 : Fraternité mortelle (What Happened to Bobby Earl?) : Nicki Corlis
- 1997 : Breach of Faith: Family of Cops II : Marina
- 1998 : A Marriage of Convenience : Elizabeth
- 1999 : Rembrandt: Fathers & Sons : Saskia van Rijn
- 2000 : Task Force: Caviar : Linda
- 2001 : Instincts criminels (A Colder Kind of Death) : Maureen Gault
- 2002 : Éternelle jeunesse (The Glow) : Allison
- 2003 : Abus de confiance (Betrayed) : Judy Bryce
- 2004 : 5 jours pour survivre (5ive Days to Midnight) : Claudia Whitney
- 2004 : A Very Married Christmas : Donna
- 2005 : Plague City: SARS in Toronto : Amy
- 2006 : Un homme si parfait : Karen Reese
- 2009 : Un orage de printemps (Corey Burdock) : Faith Russell
- 2010 : Tempête de météorites (Meteor Storm) : Dr Michelle Young
- 2012 : The Riverbank : Kate Mason
- 2012 : Les Chevaux de l'espoir (The Horses of McBride) : Avril Davidson
- 2014 : Un mariage à l'épreuve (Lead With Your Heart) : Maura
- 2018 : Comme les Noëls de mon enfance (Return to Christmas Creek) de Don McBrearty : Pamela
- 2019 : Ma mère est folle (Mad Mom) de Jean-François Rivard : Jill Jones